# انتخاب قيادة حزب المحافظين يوليو - سبتمبر 2022
انتخاب قيادة حزب المحافظين يوليو - سبتمبر 2022 كانت انتخابات حزبية داخلية لتقرير زعيم حزب المحافظين في المملكة المتحدة ورئيس الوزراء المقبل للمملكة المتحدة بعد استقالة بوريس جونسون المعلقة كرئيس للوزراء وزعيم حزب المحافظين في 7 يوليو. تم انتخاب جونسون لخلافة تيريزا ماي بعد أن عجزت ماي عن تأمين الأغلبية لاتفاقية الانسحاب من الاتحاد الأوروبي. هزم جونسون جيريمي هانت في الجولة الأخيرة من انتخابات قيادة حزب المحافظين لعام 2019، ثم دعا لاحقًا إلى الانتخابات العامة في المملكة المتحدة لعام 2019 على منصة استكمال انسحاب المملكة المتحدة من الاتحاد الأوروبي بعد أن فقد أغلبيته العاملة بسبب الانشقاقات وتعليقه لأعضاء المتمردين. فاز المحافظون بأكبر أغلبية لهم منذ عام 1987 وتمكن جونسون من تمرير نسخة منقحة من اتفاقية الانسحاب في مايو. استمر جونسون في شغل منصب رئيس الوزراء حتى 6 سبتمبر.
أسفرت سلسلة من الأحداث عن الانتخابات بدءًا من استجابة الحكومة لوباء كوفيد 19 في أوائل عام 2020. فرضت الحكومة قيودًا على الصحة العامة بما في ذلك القيود المفروضة على التفاعل الاجتماعي التي تبين فيما بعد أن جونسون وبعض موظفيه قد كسروها. أدت الفضيحة الناتجة والتي أشارت إليها بعض وسائل الإعلام البريطانية باسم "Partygate" إلى إلحاق ضرر كبير بسمعة جونسون، وسط سلسلة من الخلافات السياسية التي اتسمت بها رئاسة الوزراء. فاز جونسون في تصويت على الثقة من قبل نواب حزب المحافظين في يونيو 2022. وتصاعد الموقف مع فضيحة كريس بينشر في يوليو 2022، وبين 5 إلى 7 يوليو استقال أكثر من 60 وزيرًا حكوميًا ووزراء برلمانيين خاصين ومبعوثين تجاريين ورؤساء أحزاب. كانت الاستقالة الجماعية الأكبر في التاريخ البريطاني، ودعا العديد من النواب الداعمين سابقًا جونسون للاستقالة. أدى ذلك إلى أزمة حكومية بلغت ذروتها في 7 يوليو عندما أعلن جونسون أنه سيستقيل من منصب زعيم الحزب. كما أعلن جونسون أنه سيبقى رئيسًا للوزراء حتى يتم انتخاب خلف له.
تم التصويت في الفترة بين 13 يوليو و2 سبتمبر. بعد سلسلة من اقتراع أعضاء البرلمان، تم تقليص قائمة المرشحين إلى ليز تروس وزيرة الخارجية ووزيرة شؤون المرأة والمساواة تحت قيادة جونسون، وريشي سوناك الذي شغل منصب وزير الخزانة حتى 5 يوليو. في 5 سبتمبر تم انتخاب تروس لقيادة الحزب، وتولي منصب رئيس الوزراء في 6 سبتمبر. في خطاب فوزها شكرت تروس جونسون وقالت إنها ستخفض الضرائب.

## الانتخابات
فازت ليز تراس بزعامة حزب المحافظين الحاكم لتصبح رئيسة للحكومة، خلال الأسابيع القليلة قبل الانتخاب كانت استطلاعات الرأي لأعضاء حزب المحافظين ترجح فوز تراس على منافسها وزير الخزانة السابق ريشي سوناك. وفازت تراس بما مجموعه 57 في المئة من أصوات أعضاء الحزب متفوقة على سوناك بنسبة 14 في المئة.
عقب إعلان فوزها مباشرة ألقت تراس خطابًا شكرت فيه جونسون لتصديه للرئيس الروسي فلاديمير بوتين، وإنجازه عملية خروج بريطانيا من الاتحاد الأوروبي، وطرح لقاح كوفيد و«سحق» الزعيم السابق لحزب العمال المعارض جيريمي كوربين. كما تعهدت بالوفاء بوعود حزب المحافظين في انتخابات عام 2019 قائلة إن لديها «خطة جريئة» لخفض الضرائب ودعم النمو الاقتصادي.